# Ophelia rathkei
Ophelia rathkei ist ein kleiner mariner Ringelwurm aus der Gattung Ophelia innerhalb der Vielborster-Familie der Opheliidae.

## Merkmale
Ophelia rathkei hat einen kleinen spindelförmigen Körper mit einem zylindrischen vorderen Körperabschnitt. Er wird bis zu 8 mm lang und zählt dann etwa 25 Segmente, die jeweils 4 bis 6 oberflächliche Ringelungen haben. Der hintere Körperabschnitt weist ab dem 7. bis 8. Segment eine Bauchrinne und zwei Seitenrinnen auf. Das sehr kleine, konische Prostomium hat 3 kleine Augen und 2 Nuchalschlitze. Die Kiemen sind fingerförmig und sitzen beiderseits an etwa 9 borstentragenden Segmenten in der Körpermitte, während die ersten 11 und die letzten 4 Segmente keine Kiemen tragen. Die Notopodien und Neuropodien sind kleine gerundete Lappen. Alle Borsten sind glatt und kapillarartig, wobei sie an den hinteren Segmenten sehr lang werden. Das Pygidium hat eine einzelne dicke Papille und auf der Rückenseite einen Kreis aus 4 bis 10 viel kleineren Papillen. Das Tier ist weißlich und durchsichtig.

## Verbreitung und Lebensraum
Ophelia rathkei ist bekannt aus dem nordöstlichen Atlantischen Ozean einschließlich der Nordsee und Ostsee. Er lebt im Sand der Gezeitenzone und bis in 12 m Meerestiefe.